# Hedera algeriensis
La hiedra de Argelia o Hedera algeriensis, es una especie de trepadora de hoja perenne perteneciente a la familia de las araliáceas.

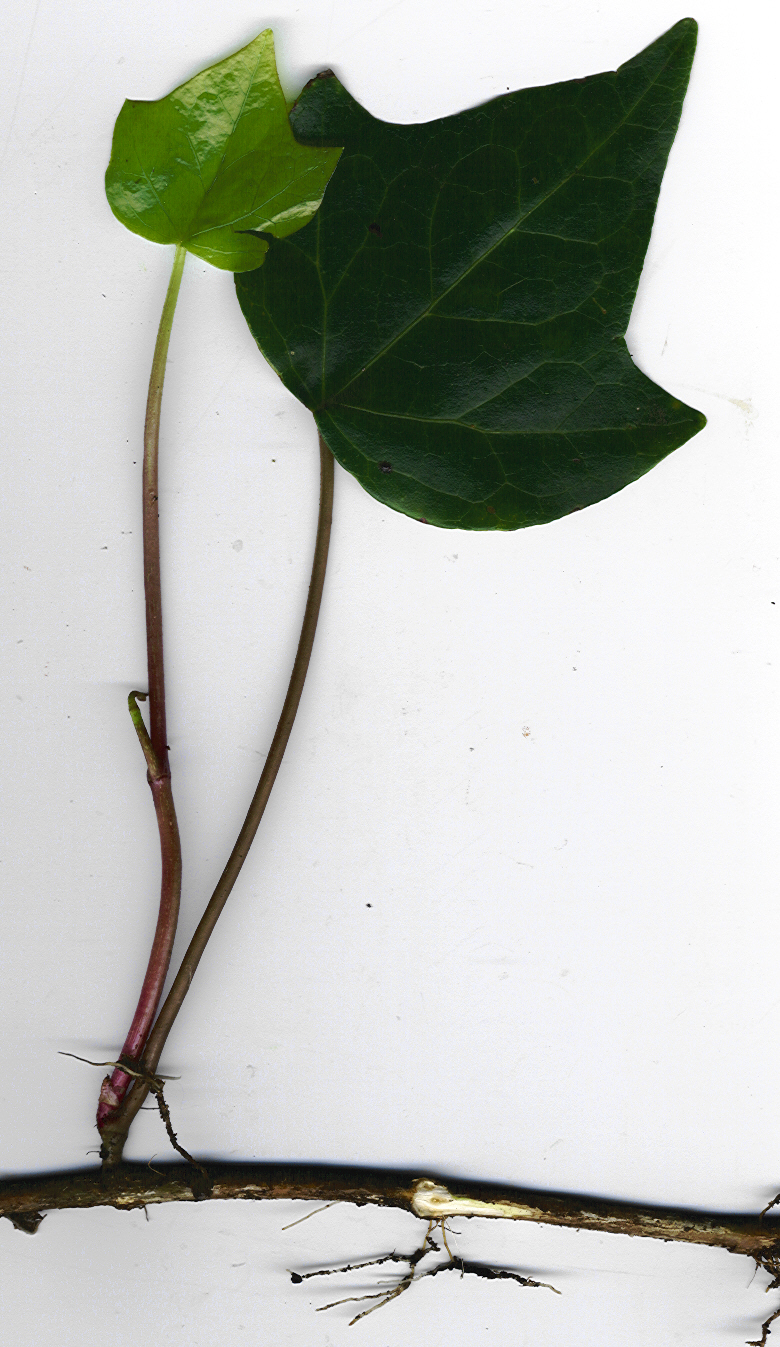
Detalle de la hoja

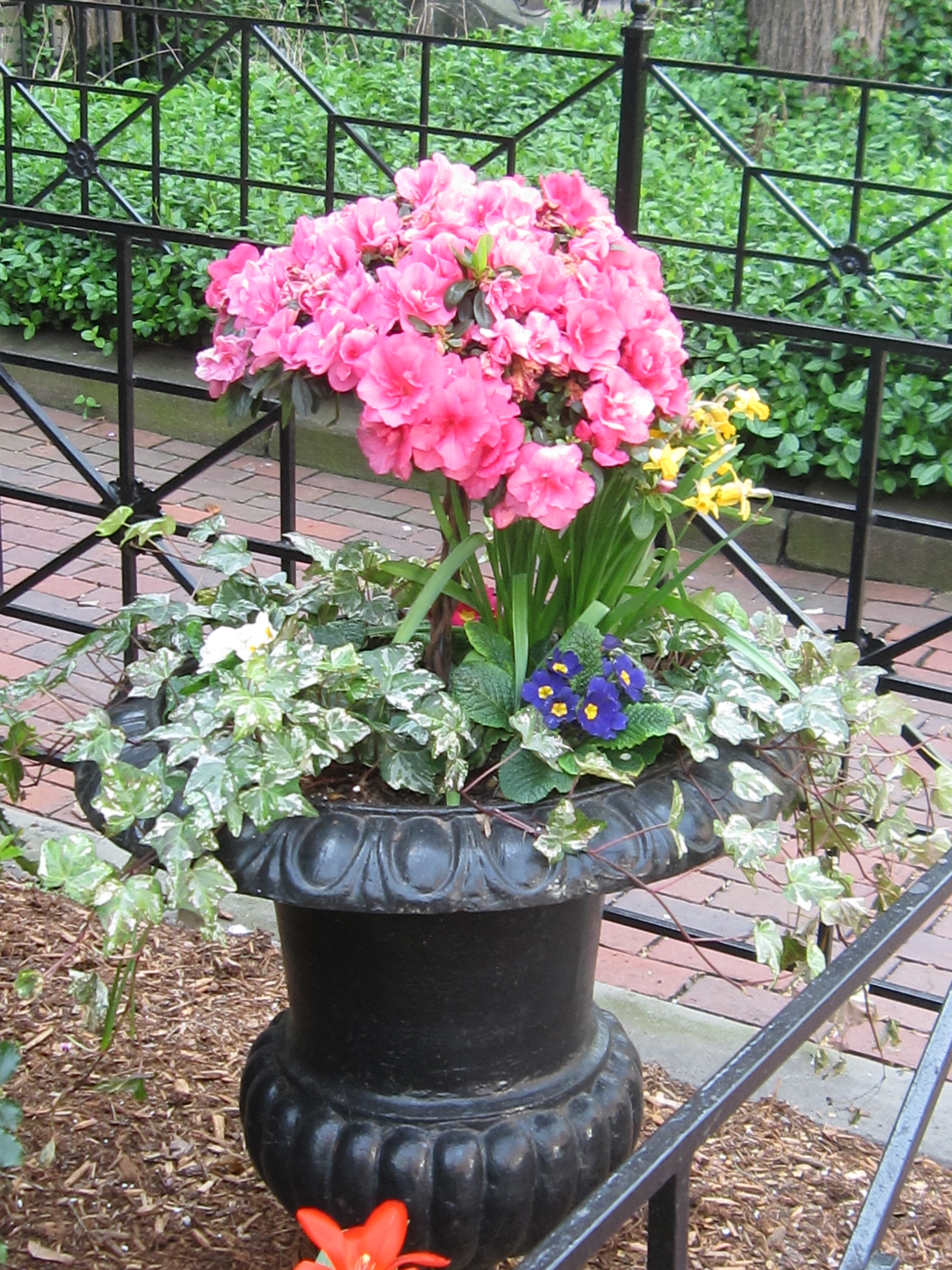
Vista de la planta con flor

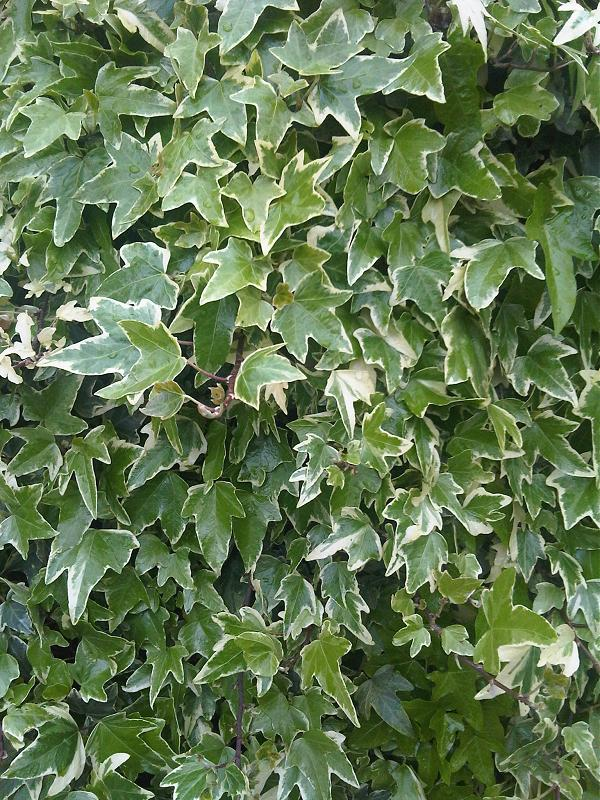
Follaje

## Distribución
Es nativa de la costa del norte de África, incluyendo las montañas costeras de Argelia y cultivada en Gran Bretaña desde 1838.

## Descripción
Es una planta vigorosa, gran escalador de hoja perenne, auto-trepador por las raíces aéreas. Los tallos son de color rojizo, en parte decorada con pelos o escamas estrelladas, de color rojizo. Las hojas son alternas y simples. Al igual que en otros especies de Hedera, las ramas fértiles tienen tallos erectos con hojas que tienen por lo general un menor número de lóbulos en comparación con los tallos estériles (juveniles). La parte principal de la hoja (la lámina) es oval-rómbica, de 12-20 cm por 12.5 cm en las ramas de floración y toscamente dentadas o ligeramente lobuladas (3-5 lóbulos) en los tallos estériles. La inflorescencia es un racimo de 13-15 flores pubescentes. Pequeñas flores en umbelas que se desarrollan sólo en los tallos o ramas fértiles. 

## Propiedades
La planta contiene el glucósido hederagenina, sobre todo en las hojas y las bayas, lo que podría causar una intoxicación leve. Si se ingieren estas partes puede causar graves molestias y el manejo de las plantas puede causar irritación de la piel o una reacción alérgica. La planta es rechazada por los animales herbívoros. Cultivares abigarrados de Hedera algeriensis son ampliamente utilizados en la jardinería. Se naturaliza en los climas templados y tierras bajas.
El cultivar 'Ravensholst' ha ganado la Award of Garden Merit de la Royal Horticultural Society. 

## Ecología
Puede ser una mala hierba nociva o ser invasivo. Requiere suelo constantemente húmedo, pero es más resistente a la sequedad ambiental que las especies más relacionadas y puede soportar la sequía mejor que otras hiedras. Resiste temperaturas bajas mejor que las especies insulares de latitudes similares, como Hedera canariensis, Hedera maderensis, Hedera azorica, o Hedera cypria. Es nativa de la costa del norte de África y las montañas costeras donde el clima es más frío y la condensación proporciona un hábitat más húmedo. Es sensible a las heladas o menos a -2 °C isoterma de invierno, pero se ha naturalizado en los climas templados. Hedera algeriensis surgió a partir de un ancestro común en el hábitat de bosque nuboso en el área mediterránea. Hedera algeriensis y las especies atlánticas del noreste del género Hedera son especies estrechamente relacionadas. Hasta hace poco se pensaba que había una sola especie, Hedera helix, pero estudios recientes han demostrado que hay varias especies que se diferencian principalmente por detalles microscópicos de la vellosidad de los cogollos. Hedera maroccana, Hedera iberica, y Hedera canariensis están estrechamente relacionadas. 

## Taxonomía
Hedera helix fue descrita por Shirley Hibberd y publicado en Fl. World 7: 57. 1864.
Etimología
Hedera: nombre genérico dado a la hiedra.
helix: epíteto del griego antiguo que significa "torsión, vuelta".
Sinonimia
- Hedera algeriensis var. variegata Paul
- Hedera canariensis f. variegata (Paul) Verhaeghe
- Hedera canariensis var. variegata (Paul) Schulze-Menz
- Hedera grandifolia var. variegata (Paul) Hibberd[6]